# Parabel
Parabel (rusky Парабель) je řeka v Tomské oblasti v Rusku. Je dlouhá 308 km. Plocha povodí měří 25 500 km².

## Průběh toku
Vzniká soutokem řek Kjonga a Čuzik a teče přes Vasjuganskou rovinu. Ústí zleva do Obu na 2 189 říčním kilometru.

## Vodní režim
Zdrojem vody jsou převážně sněhové srážky. Průměrný průtok vody ve vzdálenosti 153 km od ústí činí přibližně 90 m³/s. Zamrzá ve druhé polovině října až v první polovině listopadu a rozmrzá na konci dubna až v květnu. Od května do srpna dosahuje nejvyšších stavů.

## Využití
Řeka je splavná pro vodáky a je na ní také možná vodní doprava.